# Обвал

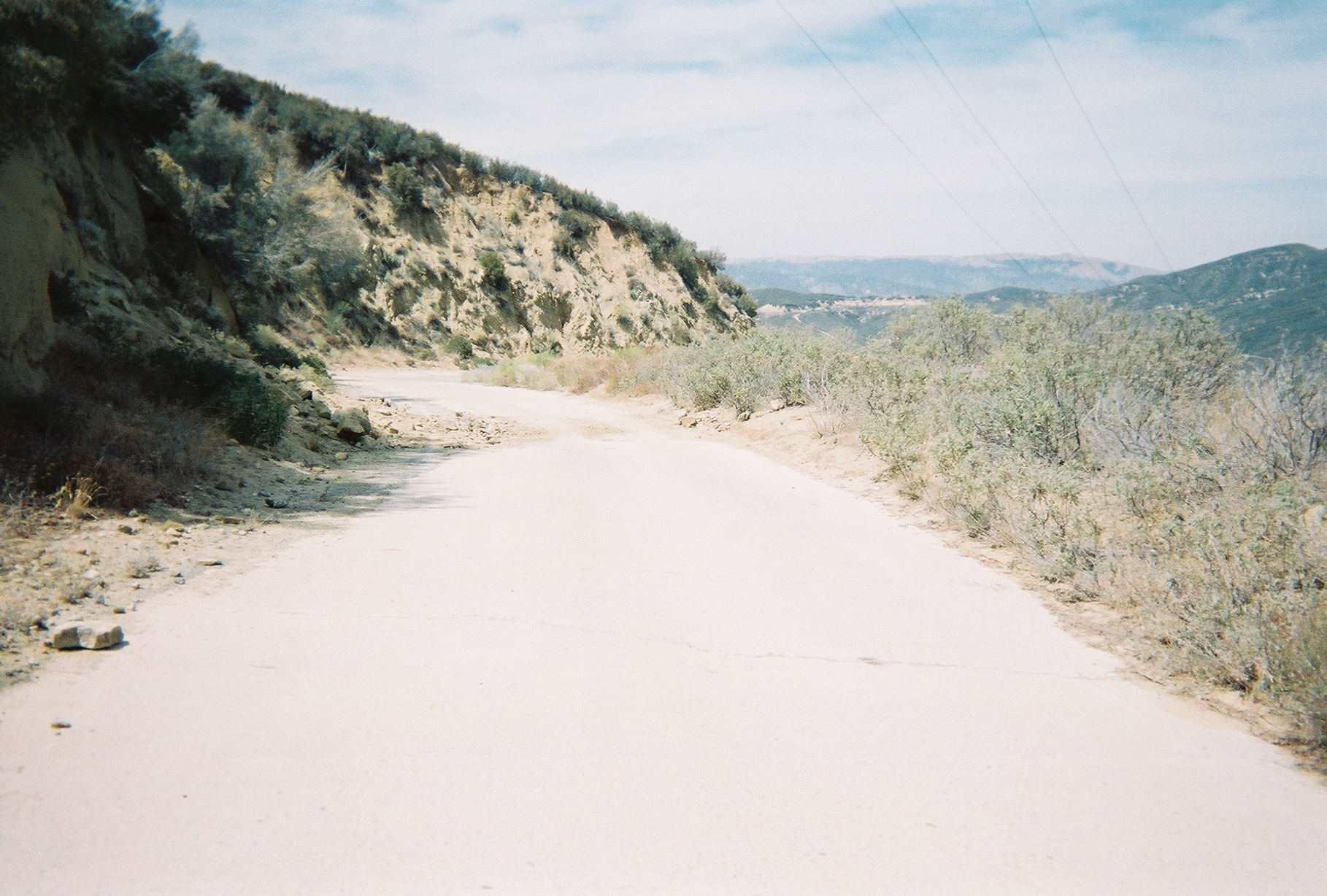
Обвал на дорозі.

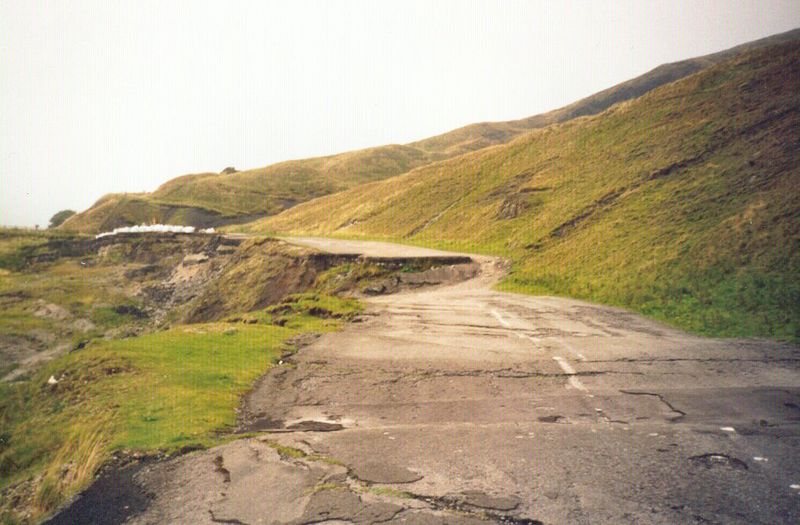
Обвал на дорозі.

Обвал (англ. (процес) fall(ing)1, crumbling1, collapse1, caving1, (гірська порода, матеріал, що обвалився) land-slide2-3, landslip2-3, нім. Bergsturz m, Niederbruch m, Einsturz m) —
- 1) Стрімке падіння великої маси ґрунту, гірської породи, снігу тощо внаслідок зсуву, руйнування і т.ін. Може супроводжуватися обвальним землетрусом.
- 2) Купа землі, гірська порода, каміння, снігу і т.ін., що звалилися згори.
- 3) Частина земної поверхні з слідами відпадання, відвалювання маси гірських порід, ґрунту.

Обвали виникають на порівняно крутих схилах з ухилом понад 25–30ᵒ. Це є характерним для гірських місцевостей, де пласти порід зібрані у складки. Виникненню обвалів сприяє тріщинуватість порід, що складає схил, а також рух льодових і снігових мас та інші причини. Залежно від крутизни розрізняють схили небезпечні, коли обвали можуть відбуватися за наявності у геологічному приповерхневому розрізі водоносних горизонтів, і безпечні – на яких не виникає обвалів навіть за будь-яких умов.
Одним із різновидів обвалу є вивал.
Вивал – обвалення окремих брил і каменів і з скельних порід в укосах виїмок, напіввиїмок і прямовисних схилів. 
Вивали принципово відрізняються від обвалів тим, що уламки падають вільно, не ковзаючи по схилу. Вивали виникають найчастіше в крупнозернистих породах із великою кількістю слюди та вивітрілих польових шпатів або в породах із яскраво вираженою шаруватістю.

## Класифікація
За складом порід розрізнюють обвали скельні, або кам'яні, земляні (ґрунтові) і змішані, а за об'ємом порід обвалення — обвали великі (сотні або тисячі м3), малі (до 200 м3) і каменепади (падіння і скочування окремих каменів).

## Загальна характеристика
Обвал — швидке переміщення мас гірських порід, що утворюють переважно круті схили долин. При падінні відірвалася від схилу маса порід розбивається на окремі брили, які, у свою чергу, дроблячись на дрібніші частини, засипають дно долини. Якщо по долині протікала річка, то обвалилися маси, утворюючи загату, дають початок долини озера. Обвали схилів річкових долин викликаються підмивом річки, особливо під час повені. У високогірних областях причиною обвалів зазвичай служать з'являються тріщини, які, просочуючись водою (і особливо при замерзанні води), збільшуються в ширину і глибину до тих пір, поки відокремлювана тріщиною маса від якого-небудь поштовху (землетрус) або після сильного дощу (особливо сильне просочування тріщини водою) або ж який-небудь іншої причини, іноді штучної (наприклад, проведення залізничної виїмки чи кар'єра у підніжжя схилу), не подолає опору утримують її порід і не обрушиться в долину. Величина обвалу варіює в найширших межах, починаючи від обвалення від схилів невеликих уламків порід, які, накопичуючись на більш пологих ділянках схилів, утворюють т. зв. осипи, і до обвалу величезних мас, вимірюваних млн м3, що представляють в культурних країнах величезні лиха. У підніжжя всіх крутих схилів гір завжди можна бачити обвалилися зверху камені, причому в ділянках, особливо сприятливих для нагромадження їх, ці камені покривають суцільно іноді значні площі (так званий «хаос» в Алупці на Кримському узбережжі, підніжжя гори Таганай на Південному Уралі і т. д.).
При проектування залізничної траси в горах необхідно особливо уважно з'ясовувати ділянки, неблагополучні з обвалів, і, якщо можна, їх обходити. При закладанні в схилах кар'єрів та проведенні виїмок завжди слід робити огляд всього схилу, вивчаючи характер і нашарування порід, напрям тріщин, окремо, щоб розробка кар'єру не порушила стійкості верхніх порід. При проведенні доріг особливо круті схили закладаються штучним каменем насухо або на цементі. Треба мати на увазі, що каолінізація, хлоритизація і серіцітація порід збільшує початкову ковзання порід (порівняно з незміненими породами), і виїмки в подібних породах повинні бути особливо ретельно захищені від можливих обвалів.
У високогірних областях, вище снігової лінії, доводиться часто рахуватися зі сніговими обвалами. Вони виникають на крутих схилах, звідки накопичився і часто злежаний сніг періодично скочується вниз. У районах снігових обвалів не слід зводити селищ, дороги необхідно захищати критими галереями, і на схилах виробляти лісові насадження, які утримують найкраще сніг від сповзання. Обвали характеризуються потужністю обвального процесу (обсягом падіння гірських мас) і масштабом прояви (залучення до процесу площі). За потужністю обвального процесу обвали поділяються на великі (відрив порід понад 10 млн м3), середні (від 1 млн до 10 млн м3) і дрібні (відрив порід менше 1 млн м3). За масштабом прояви обвали поділяються на величезні (100—200 га.), Середні (50 — 100 га.), Малі (5 — 50 га.) І дрібні (менше 5 га.).
Зовсім іншого роду обвали в районах поширення гірських порід, легко вилуговується водою (вапняки, доломіти, гіпси, кам'яна сіль). Просочується з поверхні вода дуже часто в цих породах витравлюють великі пустоти (печери), і якщо така печера утворилася поблизу земної поверхні, то після досягнення великого обсягу стеля печери обвалюється, а на поверхні землі утворюється западина (воронка, провал); іноді ці западини заповнюються водою, і утворюються так звані «Провальні озера». Подібні явища характерні для багатьох районів, де поширені відповідні породи. У цих районах при спорудженні капітальних будівель (будівель і залізниць) на місці кожної споруди необхідно проводити дослідження ґрунту, щоб уникнути руйнування побудованих будівель. Ігнорування подібних явищ викликає згодом необхідність постійного ремонту колії, що тягне великі витрати (ділянка залізниць поблизу міста Уфи). У цих районах важче вирішувати питання водопостачання, пошуку і підрахунків запасів води, а також виробництво гідротехнічних споруд. Напрямок підземних водних потоків вкрай примхливо; спорудження гребель і виїмки канав в таких місцях можуть послужити причиною виникнення процесів вилуговування порід, до того захищених знятими штучно породами. Провали спостерігаються також в межах каменоломень і рудників, завдяки обвалення покрівлі порід над виробленими просторами. Для попередження руйнування будівель необхідно під ними робити закладку виробленого простору, або ж залишати недоторканими цілики розроблюваних порід.
Наведемо кілька прикладів великих обвалів. Якщо їхати з Сімферополя до Алушти, то відразу ж за невисоким Ангарським перевалом відкривається чудова панорама Південного берега Криму. Зліва видно масив гори Демерджі, на південному виступі увінчаний химерної фігурою, що нагадує висічені з каменю скульптуру. Західний схил гори Демерджі обривистий, заввишки в декілька сотень метрів, і у її підніжжя знаходиться величезний завал з кам'яних брил діаметром 10-20 м і вагою в сотні тонн. Наприкінці XIX ст. на атом схилі, трохи осторонь від обриву, розташовувалася село До вчу к-Ко та. У 1894 р. в результаті землетрусу верхня частина обриву відокремилася і впала вниз, утворивши безладне нагромадження потужних кам'яних брил, під якими опинилися кілька крайніх будинків села. Після катастрофи село перенесли на нове місце. Зараз вона називається селищем Лучисте, а про стару селі нагадують лише залишки садів.
30 серпня 1966 в цьому ж місці знову стався потужний обвал, звук від якого нагадував вибух, а проте нагромадження, що залишилися від колишнього обвалу, затримали кам'яну лавину. Обвал був настільки сильним, що сейсмічні станції зареєстрували його як місцеве землетрус.
А в горах Паміру перебуває вузьке і довге (близько 80 км) Сарезьке озеро з прозорою зеленуватою водою. Озеро розташоване в стрімкостінного долині, схили якої як би стискає його з двох сторін. Утворилося це красиве озеро в 1911 р., коли більше 7 мільярдів тонн гірських порід звалилися з схилів і грандіозної греблею перегородили річку Мургаб. Через кілька років виникло високогірне озеро. Швидше за все гігантський обвал був викликаний землетрусом, які на Памірі трапляються дуже часто.
В історії відомі обвали, що приводили до великих людських жертв. Так, в 1608 р. в Альпах обвалилася частина гори Монте-Конто, і в мить ока понад 2 тис. жителів села Плюр виявилися похованими у своїх будинках під масою каміння та ґрунту. Точно так само на Апеннінському півострові під кам'яною лавиною зник у VI ст. містечко Велей з усіма його жителями, коли обвал стався на схилах гори Ровінаццо. І таких прикладів можна навести багато. Обвали в горах — це хоч і звичайне явище, але завжди грізне, що нерідко призводить до катастроф.
Обвали відбуваються під дією поштовху, викликаного як екзогенними (буревії, зливи), так і ендогенними (землетруси) явищами. Так, наприклад, сильний землетрус у Карпатах призвів до обвалу скель, що загатили долину гірського потоку, утворивши на Закарпатті на висоті 989 м над рівнем моря найбільше гірське озеро в Україні – Синевир площею 7 га і глибиною до 24 м. А у Кримських горах обвал на г. Демерджі у 1896 р. призвів до величезних руйнувань і людських жертв.

## Протиобвальні заходи
Боротися з обвалами, особливо великими, дуже важко. Усі заходи з боротьби з ними включають як попередження їх виникнення, так і здійснення захисних заходів. На ділянках, де можливі великі обвали, будівництво проводити небезпечно. Для попередження малих обвалів одним із найбільш поширених способів, як у випадках з лавинами, є штучне обвалення схилів за допомогою вибухів невеликої потужності або шляхом забивання клинків у тріщини обвалонебезпечної породи, що дозволяє виокремлювати певні масиви обвалонебезпечних порід. Клинування – більш прийнятний спосіб боротьби, оскільки він є безпечнішим за вибуховий, бо неправильно розрахований за силою вибух може стати причиною обвалу.
Протиобвальні заходи включають у себе обхід небезпечної ділянки, будівництво тунелю або естакади (осипи), зміцнення гірських порід і будівництво захисних споруд.
Протиобвальні захисні споруди:
- 1. Уловлюючі споруди – у вигляді кам’яних або бетонних стін, які огороджують дорогу з боку гірського схилу.
- 2. Протиобвальні галереї перекривають дорогу із забезпеченням габариту проїзду і захищають її зверху і збоку. Залежно від характеру та інтенсивності сприйняття динамічних впливів галереї бувають двох типів: легкого і важкого.

До протиобвальних галерей легкого типу належать рамні та навісні консольні галереї. Матеріал галерей легкого типу: монолітний або збірний залізобетон. 
До галерей важкого типу протиобвальних галерей належать арочні й балкові галереї. Матеріал галерей важкого типу: кам’яна кладка, бетон, бутобетон, монолітний або збірний залізобетон. 
Для відведення води з перекриття галерей захисному шару порід надають поздовжній і поперечний ухили не менше 3º, а в найбільш знижених місцях встановлюють водовідвідні трубки. Нахил відсипання до горизонту призначають за умови плавного сполучення з гірським схилом, але не менше 15–20º.
- 3. Каменевловлювальні споруди розташовуються вище дороги, що проходить схилом:

•	уловлююча траншея розміщується на пологих ділянках гірських схилів із кутом крутизни до 30º на висоті не більше 20–30 м над дорогою;
•	загороджувальний вал розміщується за неглибокого залягання скельних порід із привезеного ґрунту або каміння;
•	загороджувальні та уловлюючі стіни зводять із кам’яної кладки на цементному розчині.
- 4. Огорожі-уловлювачі споруджують у вигляді вертикальних парканів, які складаються з дерев’яних, металевих або залізобетонних стовпів та натягнутих між ними металевих сіток (рис. 10.4). Огорожі з сітки розташовують уздовж дороги окремими секціями по кілька рядів у шаховому порядку.
- 5. Надовби у вигляді окремо розташованих споруд, які зменшують швидкість руху уламків гірських порід, розташовують на схилі в шаховому порядку і в кілька рядів. Поля надовбів влаштовують за невеликої швидкості (до 10–15 м/с) руху каменевих мас на пологих схилах крутизною не більше 30º.

На небезпечних ділянках доріг потрібно організовувати служби нагляду, де працюють бригади із зачистки схилів, прибирання каменів і т. ін. Проти вивалювання як окремих нависаючих брил, так і масивів порід застосовують опори із залізобетонних стовпів або стінок.
Успішно можна попереджати обвали у будівельних виїмках. Для цього роблять облицювання укосів, ставлять підпірні щити і тимчасові шунтові стінки. Не слід на тривалий час залишати котловани відкритими, особливо в період дощів. Необхідно відводити поверхневі води. Не можна перевантажувати краї виїмок і підрізати схили без урахування стійкості порід.